# Helena
«Helena» — третий сингл My Chemical Romance, выпущенный 23 мая 2005 года с альбома Three Cheers for Sweet Revenge. Песня вошла в саундтрек фильма «Дом восковых фигур».

## Приём
Сингл был выпущен на радио 8 марта 2005 года. Он стал успешным как в США, так и на международном уровне. Уэй заявил в интервью каналу V, что основное влияние на сингл оказала песня «Aces High» группы Iron Maiden и треки группы The Ventures. Эта песня также является шестым общим синглом My Chemical Romance. Уэй описал ее как олицетворение образа группы, и он часто исполнял ее в завершении концертов. Сингл был сертифицирован золотым в США. Он занял 11-е место в чарте Billboard Modern Rock Tracks и 33-е место в чарте Billboard Hot 100. Сингл часто звучал на альтернативных рок-станциях.
Песня вошла в список «20 величайших готических треков» по версии NME.

## Музыкальный клип
Клип был снят на месте в пресвитерианской церкви Иммануила на бульваре Уилшир в Лос-Анджелесе, штат Калифорния, режиссером выступил Марк Уэбб, а хореографом ― Майкл Руни. Сюжет клипа прост: Джерард Уэй очень эмоционально скорбит на похоронах, где выступает группа. Есть также скорбящие, которые танцуют и оплакивают смерть Хелены. Ближе к концу ее мертвое тело (ее играет актриса и танцовщица Трейси Филлипс, дочь тренера НФЛ Уэйда Филлипса) поднимается и танцует, символизируя переход в загробную жизнь. После того, как она падает обратно в гроб, носильщики несут гроб к катафалку, окруженные танцующими мужчинами и женщинами с зонтиками.
Хотя песня в целом посвящена покойной бабушке участников группы Джерарду Уэя и Майки Уэя, клип рассказывает совсем другую историю. Он показывает похороны девушки, которая, по словам Джерарда Уэйя, трагически погибла. Большинство скорбящих играют фанаты группы, которые получили электронные письма с просьбой принять участие в клипе.
Клип был номинирован на пять премий MTV Video Music Awards 2005: Лучшее рок-видео, Лучшая хореография, Лучший новый исполнитель, а также на премии MTV2 и Viewer's Choice Awards (обе из которых выбираются зрителями). Они проиграли таким группам, как Green Day, Fall Out Boy и The Killers. Хотя группа не получила никаких наград, они исполнили песню в конце церемонии. Они также выиграли премию MTV Video Music Awards Latin America. В ноябре 2005 года видео было номинировано на две премии MTVU Woodie Awards и получило премию Woodie of the Year. На Филиппинах клип достиг культового статуса из-за популярности альтернативной музыки в этой стране.
Он занял 1-е место в списке «100 самых разыскиваемых видео» по версии MTV Latinamerica в 2005 году и было названо 17-м лучшим музыкальным видео 21-го века с 2000 года по версии Billboard 24 июля 2018 года.
Клип был загружен на YouTube 22 октября 2006 года и в настоящее время набрал 152 миллионов просмотров по состоянию на 26 января 2022 года.

## Список композиций
Version 1 (promotional CD)
| №  | Название | Длительность |
| -- | -------- | ------------ |
| 1. | «Helena» |              |

Version 2 (CD and 7" vinyl)
| №  | Название                                            | Длительность |
| -- | --------------------------------------------------- | ------------ |
| 1. | «Helena»                                            |              |
| 2. | «I'm Not Okay (I Promise)» (live from Sessions@AOL) |              |

Version 3 (CD)
| №  | Название                                                 | Длительность |
| -- | -------------------------------------------------------- | ------------ |
| 1. | «Helena»                                                 | 3:26         |
| 2. | «I'm Not Okay (I Promise)» (live)                        | 3:06         |
| 3. | «You Know What They Do to Guys Like Us In Prison» (live) | 3:10         |

Version 4 (digital download)
| №  | Название                                                             | Длительность |
| -- | -------------------------------------------------------------------- | ------------ |
| 1. | «Helena» (live from the Starland Ballroom in Sayreville, New Jersey) | 4:14         |

## Чарты
| Чарт (2005)                     | Высшая Позиция |
| ------------------------------- | -------------- |
| Australia ARIA Singles Chart    | 78             |
| European Hot 100 Singles        | 61             |
| German Singles Chart            | 67             |
| Irish Singles Chart             | 46             |
| New Zealand RIANZ Singles Chart | 27             |
| UK Singles Chart                | 20             |
| UK Rock Chart                   | 1              |
| U.S. Billboard Hot 100          | 33             |
| U.S. Billboard Pop 100          | 32             |

## Сертификации
| Регион                                                                      | Сертификация | Продажи |
| --------------------------------------------------------------------------- | ------------ | ------- |
| Великобритания (BPI)                                                        | Золотой      | 400 000 |
| США (RIAA)                                                                  | Золотой      | 500 000 |
| Данные о продажах + прослушиваниях приведены только на основе сертификации. |              |         |

## История издания
| Регион    | Дата           | Лейбл            | Формат   | Каталог             |
| --------- | -------------- | ---------------- | -------- | ------------------- |
| США       | 2005           | Reprise, Eyeball | CD       | PRO15371            |
| США       | 23 мая 2005    | Reprise, Eyeball | 7" vinyl | W671, 5439160437    |
| США       | 23 мая 2005    | Reprise, Eyeball | CD       | W671CD, 5439160432  |
| США       | 23 мая 2005    | Reprise, Eyeball | DVD      | W671DVD, 7599386352 |
| Австралия | 22 август 2005 | Reprise, Eyeball | CD       | 9362428022          |